# Щелкан (сын Тудана)
Щелкан (Шевкал, Чолхан, Чол-хан, Щелкан Дюденевич) (дата рождения неизвестна — 15 августа 1327 года) — ордынский царевич, представитель династии Чингизидов, двоюродный брат хана Золотой орды Узбека.
Щелкан являлся прямым потомком Чингисхана по мужской линии в 6-м поколении (сын Тудана, сына Менгу-Тимура, сына Тукана, сына Батыя, сына Джучи, сына Чингисхана).
В августе 1327 года отправлен послом в Тверь. Посольский отряд и пришедший с ним караван восточных купцов были полностью уничтожены. Спастись удалось только конюхам, пасшим лошадей за стенами города. Они спешно бежали в Москву, а оттуда в Сарай. Его убийство тверичами вылилось в первое масштабное восстание против монголо-татарского ига, о чем повествуют средневековые русские летописи.

Из летописей не видно, зачем Щелкан пришёл в Тверь; вероятнее всего, за получением ордынской дани. Щелкан, по обычаю всех послов татарских, сильно притеснял тверичей и даже прогнал тверского князя Александра Михайловича с его двора, поселившись в нём сам. Свита Чолхана поступала с тверичами по примеру своего начальника. Оскорблённые тверичи несколько раз жаловались своему князю, прося его защитить их от насилия монголов, но Александр Михайлович не смел заступиться за свой народ и только советовал им терпеть. Но 15 августа 1327 года долго сдерживаемое негодование против татар внезапно вылилось в восстание, во время которого татары были перебиты, а Щелкан, скрывшийся на княжеском дворе, был сожжён.

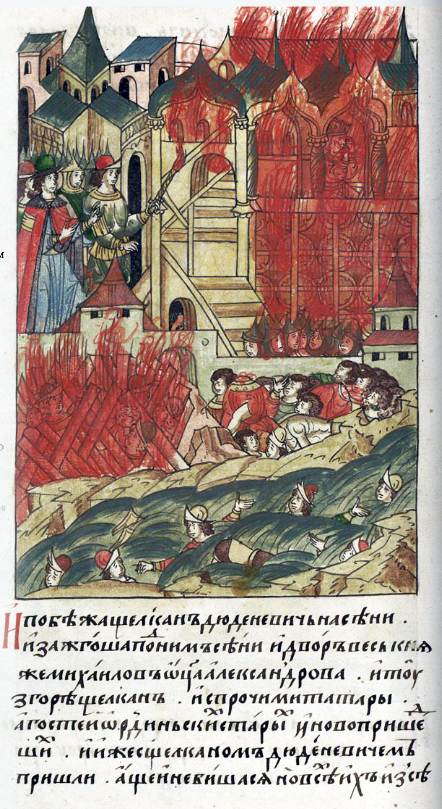
Щелкановщина. Народное восстание против татар в Твери. 1327. Миниатюра из Лицевого летописного свода XVI в.

Московский князь Иван Калита воспользовался этими событиями, приехал к Узбеку, получил ярлык на новгородское княжение и часть великого владимирского княжения (Кострому) и 50-тысячный татарский отряд во главе с Федорчуком. Осенью москвичи и суздальцы (суздальский князь получил от хана ярлык на Владимир, Нижний Новгород и Городец) вместе с татарами сожгли Тверь, разорению подверглись также новоторжские волости, Кашин и другие земли княжества. Князь Александр с семьёй бежали в Новгород, а затем во Псков.
В более поздних летописях простое изложение этого факта является с некоторыми литературными подробностями. Будто Шевкал хотел избить тверских князей, сам сесть на княжении, а тверичей обратить в магометанство. Трудно допустить, чтобы этот рассказ был верен, так как монголы вообще отличались веротерпимостью, а Узбек, по приказу которого должен был действовать Шевкал, даже покровительствовал христианам. Кроме летописных известий, сохранилась ещё историческая народная песнь о Щелкане Дудентьевиче, довольно точно передающая события. Такое обилие источников свидетельствует, что как личность Шевкала, так и жестокая расправа тверичей с грабителями оставили глубокий след в народной памяти.